# ニューヨーク映画批評家協会賞 アニメ映画賞
ニューヨーク映画批評家協会賞 アニメ映画賞（ニューヨークえいがひひょうかきょうかいしょう アニメえいがしょう、New York Film Critics Circle Award for Best Animated Film） は、ニューヨーク映画批評家協会によって、優れたアニメ映画に贈られる賞である。

## 受賞

### 2000年代
| 年   | 受賞作品                      | 監督                                       |
| ---- | ----------------------------- | ------------------------------------------ |
| 2000 | 『チキンラン』                | ピーター・ロード、ニック・パーク           |
| 2001 | 『ウェイキング・ライフ』      | リチャード・リンクレイター                 |
| 2002 | 『千と千尋の神隠し』          | 宮崎駿                                     |
| 2003 | 『ベルヴィル・ランデブー』    | シルヴァン・ショメ                         |
| 2004 | 『Mr.インクレディブル』       | ブラッド・バード                           |
| 2005 | 『ハウルの動く城』            | 宮崎駿                                     |
| 2006 | 『ハッピー フィート』         | ジョージ・ミラー                           |
| 2007 | 『ペルセポリス』              | ヴァンサン・パロノー、マルジャン・サトラピ |
| 2008 | 『ウォーリー』                | アンドリュー・スタントン                   |
| 2009 | 『ファンタスティック Mr.FOX』 | ウェス・アンダーソン                       |

### 2010年代
| 年   | 受賞作品                            | 監督                                                         |
| ---- | ----------------------------------- | ------------------------------------------------------------ |
| 2010 | 『イリュージョニスト』              | シルヴァン・ショメ                                           |
| 2011 | 受賞無し                            | 受賞無し                                                     |
| 2012 | 『フランケンウィニー』              | ティム・バートン                                             |
| 2013 | 『風立ちぬ』                        | 宮崎駿                                                       |
| 2014 | 『LEGO ムービー』                   | フィル・ロード&クリス・ミラー                                |
| 2015 | 『インサイド・ヘッド』              | ピート・ドクター、ロニー・デル・カルメン                     |
| 2016 | 『ズートピア』                      | バイロン・ハワード、リッチ・ムーア                           |
| 2017 | 『リメンバー・ミー』                | リー・アンクリッチ、エイドリアン・モリーナ                   |
| 2018 | 『スパイダーマン:スパイダーバース』 | ボブ・ペルシケッティ、ピーター・ラムジー、ロドニー・ロスマン |
| 2019 | 『失くした体』                      | ジェレミー・クラパン                                         |

### 2020年代
| 年   | 受賞作品                        | 監督                             |
| ---- | ------------------------------- | -------------------------------- |
| 2020 | 『ウルフウォーカー』            | トム・ムーア、ロス・スチュワート |
| 2021 | 『ミッチェル家とマシンの反乱』  | マイク・リアンダ                 |
| 2022 | 『マルセル 靴をはいた小さな貝』 | ディーン・フライシャー・キャンプ |
| 2023 | 『君たちはどう生きるか』        | 宮﨑駿                           |